# 東雲怜弥 (AV男優)
東雲 怜弥（しののめ れいや、1995年10月24日 - ）は、日本のAV男優。2021年9月24日、女性が視聴することを目的としたDVDの制作・販売を行う女性向けAVメーカー、SILK LABOからエロメンとしてデビュー。
キャッチフレーズは令和の甘S王子。

## 略歴
東京都出身。中学時代にスポーツテストで好成績を出し、ジュニアアスリートとして活動。高校から本格的に自転車競技を始める。
高い競技レベルで活躍していたが、大学4年で自転車競技を引退し、引退後は一般企業に就職。並行してモデルの仕事をやっている中で、AV業界からスカウトを受ける。
2021年9月24日、女性向けAV制作レーベル・SILK LABOからエロメンとしてデビュー。
2022年5月、自主レーベルを立ち上げ。以来、AV制作なども行うようになる。
2024年3月、AV出演被害防止・救済法（AV新法）改正の署名活動に参加。。
2024年7月、Netflixシリーズ地面師たち出演。
2025年1月、テレビ朝日系有吉クイズーAV業界クイズ第3弾 女性向けAV編ーに問題作成者として出演。

## 人物・エピソード
- AV男優になった理由は「女性の性をオープンにしたかった」からと述べている。保健体育の教員免許を取るための勉強をしたり、教育実習に行ったりしたことがきっかけで、女性の性がクローズなことに問題意識をもち、自分が有名になっていくことで、女性が性についてもっとラフに話題にできたり、女性向けAVが市民権を獲得することに寄与したいと思ったと語っている。
- 名前の由来は「お金持ちっぽい苗字」だから。また、東雲には「夜明け」という意味が含まれることから、コロナ禍でのデビューだったこともあり、自らが「エロメン」[3]の夜明けという意味も込めて命名した。
- 2024年夏、台湾アダルト博覧会(TAE)への出演をきっかけに中華圏での人気も高まり、2024年以降は毎年、台湾でファンミーティングを開催し好評を博している。
- 趣味はダーツ、スノーボード、ポーカー。ダーツは大会に出るほどの腕前。
- 左利きだが、スポーツ競技などの際は右利き。
- 子供の頃は、和太鼓と民族舞踊を習っていた。

## 出演

### テレビドラマ
- アカイリンゴ（2023年1月23日 - 3月27日、朝日放送テレビ 他） - 第一話出演

### Vシネマ
- ラブラブシェアハウス3　美女の花園はユーワクがイッパイ!（2023年8月公開） - 畑中先輩役

### ネットドラマ
- 地面師たち（2024年7月24日 - 、Netflix） ‐ 「CRAZY LOVE」のホスト役
- 装弩戦隊ゴウケンゴー（2025年7月11日 - 8月1日、GIGA特撮チャンネル） - 雄夜/ブラックケンゴウクケンゴウ 役[4]

### テレビ
- 有吉クイズ（2025年1月12日放送、AV業界クイズ第3弾 女性向けAV編、テレビ朝日系） ‐ 問題作成者として出演。

### Web配信
- 三谷三四郎が主宰する街録ch〜あなたの人生、教えて下さい〜[5]。 #1223（2025年1月31日、YouTube）- 最強女性向けA●男優 東雲怜弥/１年で２００人斬りのシロウト時代/五輪目指すも怪我で…/A●出演会社にバレ脱サラ

## 書籍・出版物

### 雑誌
- an・an（ 2022年8月10日発売・No.2311・マガジンハウス）-愛とSEX・JANコード4910204800821
- GINGER（2023年12・1月合併号・幻冬舎）-正しい欲望は、人生を楽しむエッセンス 満たされたい！[6]・JANコード44910052550134
- 実話ナックルズ（2025年1月30日発売・ウルトラvol.36・大洋図書）[7]- コラム：トップAV男優が語る「マジイキ女優」悶絶シーン
- 週刊SPA!（2025年6月17日号 ・ 扶桑社）[8]-エッジな人々 1172：『また抱かれたい』男優ナンバーワンの哲学 東雲怜弥 セクシー男優・JANコード4910234530654

### 漫画
- 冴えない彼との言えない関係（U-NEXT Publishing・2024年10月27日発売）-制作協力

## インタビュー
- 「地面師たち」出演で知名度アップ！突然Xでバズってトレンド入りした「怜弥くん」の正体とは（2024年10月28日・Asajo）[9]
- 月間60作に出演！寝る暇もなくヤリまくる”令和のトップ男優”東雲怜弥は元「東京都選抜アスリート」（2024年11月2日・FRIDAYデジタル）[10]
- 「また抱かれたい」AV男優ナンバーワン・東雲怜弥。女性に「また会いたい」と思わせる戦略とは？（2025年6月14日・MySPA! 欲望を叶えるWEBマガジン）[11]

## 作品

### アダルトDVD / BD
- Deep Desire Ⅵ-marking-（5月11日発売、SILK LABO）
- 素直になれない恋人たち 5th season（5月11日発売、SILK LABO）
- 共犯関係 Ⅲ 罰を受ける道を選んだ僕ら（7月6日発売、SILK LABO）
- 出会いは半径3メートル（12月7日発売、SILK LABO）

- Oh！マイリバティ Ⅱ(4月11日発売、SILK LABO）
- DRAMATIC HEROIN 1(5月9日発売、SILK LABO）
- 愛は食べ頃まで寝かせて。　Case1(5月9日発売、SILK LABO）
- 性的同意済火遊ビ　Vol.1(9月12日発売、SILK LABO）
- Triangular Holic 1(10月10日発売、SILK LABO）
- After work 4 アンコントロールオフィス(11月7日発売、SILK LABO）
- One’s Daily Life season 8 –more&more–(12月12日発売、SILK LABO）

- 忘れられない夜にしよう。 第3夜(1月9日発売、SILK LABO）
- One’s Daily Life season 9 -good holiday(2月6日発売、SILK LABO）
- エスカレートラバーズ IN THE HOTEL 3(5月8日発売、SILK LABO）
- 性的同意済火遊ビ　Vol.2(2025年6月12日発売、SILK LABO）
- この愛し方しか、知らない。case2(7月10日発売、SILK LABO）
- RE：PLAY vol.2　運命が、ふたりをまた引き寄せる(8月7日発売、SILK LABO）
- 装弩戦隊ゴウケンゴー（8月22日発売、GIGA）

### アダルトVR
- ドッキドキ♡カレの家で初おうちデート　東雲怜弥（6月21日、SILK LABO）
- 甘Sに翻弄されちゃう♡贅沢エスコ―トな初エッチ　東雲怜弥（6月28日、SILK LABO）

- 「彼氏とはもう別れるんだからいいよね？」男友達と、いけない浮気キッス　東雲怜弥（3月20日公開、SILK LABO）
- 「そんな男捨てて、俺にしちゃえば？」仲良しの男友達に迫られ初めての浮気エッチ 東雲怜弥（3月27日公開、SILK LABO）

### アダルト配信
- 奉仕系ドSに悩殺♡贅沢すぎるエスコートエッチ-東雲怜弥（9月24日公開、SILK LABO・Body Talk）
- 甘い嫉妬に溺れて（11月5日公開、SILK LABO・SILK）
- もう、我慢しない（12月24日公開、SILK LABO・Undress）

- マウンティング（2月11日公開、SILK LABO・Undress）
- 限界ハレツ。（4月29日公開、SILK LABO・SILK）
- いっぱい焦らされ腰砕け♡ふやけちゃう程感じる最高エッチ-東雲怜弥-（5月13日公開、SILK LABO・Body Talk）
- ずっと貴方が欲しかった（7月15日公開、SILK LABO・Undress）
- 贅沢な選択(9月21日公開、SILK LABO・Undress）
- お隣さんはボディーガード（11月23日公開、SILK LABO・SILK）
- 主導権奪い合い!?翻弄されっぱなしの自撮りエッチ-東雲怜弥-（12月14日公開、SILK LABO・Body Talk）

- 主導権握りたい同士のせめぎあいエッチ-東雲怜弥-（1月4日公開、SILK LABO・Body Talk）
- 感じあう目線（3月15日公開、SILK LABO・Undress）
- ふたりだけのセカイ。（4月26日公開、SILK LABO・SILK）
- 真夜中のトライアル（5月17日公開、SILK LABO・Undress）
- 好き勝手に愛して（6月21日公開、SILK LABO・Undress）
- 眠れない夜を抱いて(10月25日公開、SILK LABO・SILK）
- 此処で満たして。（12月6日公開、SILK LABO・Undress）

- 攻める隙を与えない!?煽り強めな甘Sエッチ-東雲怜弥-（1月17日公開、SILK LABO・Body Talk）
- 当たり前の、幸せ。(2月7日公開、SILK LABO・SILK）
- みんなトモダチ（5月8日公開、SILK LABO・Undress）
- 絶対運命。(7月31日公開、SILK LABO・SILK）
- 本音は裏アカで―。（10月9日公開、SILK LABO・Undress）
- 絶交宣言。（12月25日公開、SILK LABO・Undress）

- 遅咲きなんです。(2月5日公開、SILK LABO・SILK）
- 頭空っぽにして。(5月21日公開、SILK LABO・Undress）
- ダブルブッキング（7月29日公開、SILK LABO・Undress）
- 装弩戦隊ゴウケンゴー（8月8日公開、GIGA）
- deep dive（8月13日公開、SILK LABO・Undress）